# イーライ・リリー
イーライ・リリー（Eli Lilly、1838年7月8日 - 1898年6月6日）は、アメリカ合衆国の薬剤師であり、実業家、化学者。南北戦争では北軍の士官でもあった人物である。慈善活動と製薬会社のイーライリリー・アンド・カンパニーを創業したことで知られる。
アメリカ食品医薬品局の創設にいたる法律制定に関わる。医者の処方箋が無ければ提供できない処方箋医薬品の考え方を考案した。製薬会社としては、飲みやすくするゼリーカプセルの開発などで成功した。